# Uchidanurinae
Uchidanurinae (Учиданурины) — подсемейство ногохвосток (Collembola) в семействе Неануриды (Neanuridae).

## История
Подсемейство описано в 1964 году новозеландским энтомологом Дж. Салмоном (John Tenison Salmon; 1910—1999). Ревизию провела австралийский коллемболог Пенелопа Гринслейд (Greenslade, Penelope Jean Macleod).
Названо в честь японского зоолога Х. Утиды (Uchida, Hajime).

## Описание
Представители подсемейства Uchidanurinae отличаются крупными размерами и длинными выростами на теле.
Распространены в Австралии и Новой Зеландии.

## Систематика
К 2020 году в подсемействе выделено 3 рода и 6 видов.
Подсемейство Uchidanurinae  (Salmon, 1964) Greenslade, 2015
Род Assamanura  Cassagnau, 1980

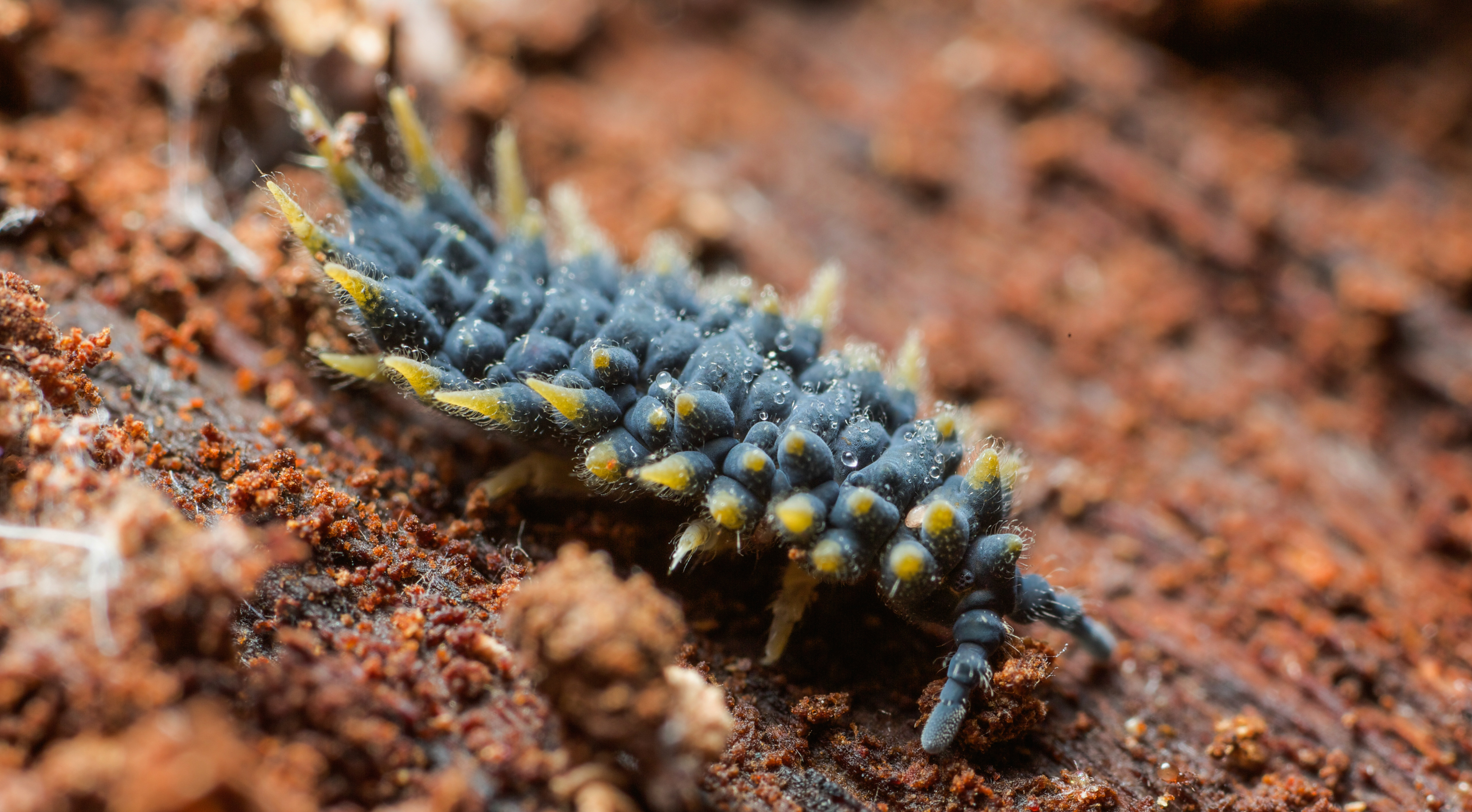
Acanthanura sp.

- Assamanura besucheti Cassagnau, 1980

Род Denisimeria  Massoud, 1965
- Denisimeria caudata (Denis, 1948) Massoud, 1965
- Denisimeria longilobata Massoud, 1965
- Denisimeria martyni Yoshii, 1980

Род Uchidanura  Yosii, 1954
- Uchidanura bellingeri Mari Mutt, 1979
- Uchidanura esakii (Uchida, 1944) Yosii, 1954